# Odonvide
Odonvide (Salix myrtilloides) är en växtart i familjen videväxter. 